# Isoetes durieui
Isoetes durieui és una espècie de planta vascular sense llavor de la família de les isoetàcies. Present als Països Catalans, on és una planta rara.

## Característiques
És una planta petita perenne geòfita de tija subterrània curta, gruixuda, envoltada d'esquames negroses i persistents. Presenta nombroses fulles formant una roseta de 5 a 15 centímetres de llargada, són linear-lanceolades, rígides, rectes o recorbades de color verd fosc. A la base de les fulles es troben els esporangis, coberts per una membrana (vel); els femenins es troben en les fulles externes mentre que els masculins estan en les internes. Les espores femenines (megàspores) són grans de 0,5 a 0,85 mm, blanques, reticulades i es poden veure a ull nu tot i que per a la determinació a nivell d'espècie és imprescindible veure l'ornamentació de les espores amb una lupa de butxaca. Les espores masculines (microespores) són de color bru clar i de 30-40 micres.

## Hàbitat i distribució
Isoetes duriei viu en pradells molt humits, sobre sòls molt que poden quedar temporalment embassats, generalment al marge de basses, en contrades mediterrànies occidentals de tendència plujosa. Als Països Catalans és rar o molt rar i apareix a les comarques del Rosselló, el Baix Vallespir, el Baix Empordà, la Selva i el Vallès Oriental. A les Illes Balears apareix a Menorca i a Mallorca, on és raríssim.